# 烏爾巴諾八世
烏爾巴諾八世（拉丁語：Urbanus PP. VIII；1568年4月5日—1644年7月29日），原名馬費奧·巴爾貝里尼（Maffeo Barberini），1623年8月6日當選教宗，同年9月29日即位至1644年7月29日為止。他與伽利略曾是朋友，並對伽利略十分尊敬。因此反對教會在1616年對伽利略的指控，在1632年出版的《關於托勒密和哥白尼兩大世界體系的對話》一書被異端審判法庭通過，也獲得教宗准許。

## 譯名列表
- 烏爾巴諾：天主教香港教區禮儀委員會：禧年專頁 （页面存档备份，存于）作烏爾巴諾。
- 烏爾班：《大英簡明百科知識庫》2005年版[永久]作烏爾班。
- 伍朋：香港天主教教區檔案　歷任教宗作伍朋。
- 乌尔班、乌尔万、于尔邦、厄本：《世界人名翻譯大辭典》1993年版作乌尔班、乌尔万、于尔邦、厄本。